# Base Léonore
Base Léonore ali Podatkovna zbirka Léonore je francoska podatkovna zbirka, ki vsebuje zapise o članih Nacirodnega reda legije časti. V bazi so zapisi vseh, ki so bili vključeni v Legijo časti od njenega začetka leta 1802 in so umrli pred letom 1977.
Januarja 2014 je podakovna zbirka vsebovala 390.000 zapisov.